# Johannes Kok
Johannes Georg Elias Kok, född den 24 februari 1821, död den 20 januari 1887, var en dansk präst och språkforskare.
Kok blev teologie kandidat 1864 och kyrkoherde i Burkal i Slesvig 1851. Från denna plats avlägsnades han 1864 av de tyska regeringskommissarierna och flyttade till Köpenhamn, där han 1872 blev präst vid citadellkyrkan. Under sin verksamhet i Slesvig studerade Kok grundligt folkspråket, och frukterna av dessa studier nedlade han i skrifterna Det danske Folkesprog i Sønderjylland (1863-67) och Danske Ordsprog og Talemaader fra Sønderjylland (1870). Senare utgav han Evangelisk Huspostil, Prædikener af nu levende danske Prædikanter (1874) och Det hellige Land og dets Nabolande i Fortid og Nutid (1878). 

## Utmärkelser
- Riddare av Dannebrogorden,  1878[2]

[Redigera Wikidata]